# Kajaani
Kajaani (zgodovinsko znan kot Cajanaburg, švedsko Kajana) je mesto na Finskem, največje in glavno mesto regije Kainuu.
Kajaani je jugovzhodno od jezera Oulu, ki se skozi reko Oulu izliva v Botniški zaliv. Prebivalcev Kajaanija je približno 37.000, medtem ko ima podregija približno 51.000 prebivalcev. Je 31. najbolj naseljena občina na Finskem.
Mesto je bilo ustanovljeno v 17. stoletju, ki ga je spodbudila rast industrije katrana, vendar je bila pred njim dolga zgodovina poselitve. Med veliko severno vojno je podlegel ruskim silam, ki so leta 1716 uničile grad Kajaani. Danes lokalno gospodarstvo v glavnem poganjajo žagarska, lesna in papirna industrija, čeprav je bila papirnica UPM Kymmene, glavni delodajalec od leta 1907 do 2008 in je od takrat zaprta. Kajaanijevo cerkev je leta 1896 v neogotskem slogu zgradil arhitekt Jac Ahrenberg, da bi nadomestil prejšnjo cerkev. Mestno gledališče Kajaani je bilo ustanovljeno leta 1969.
Kajaani je dom dveh nogometnih klubov, AC Kajaani in Kajaanin Haka, ter hokejske ekipe Hokki. Univerza uporabnih znanosti Kajaani je bila ustanovljena leta 1992. Kajaani je tudi dom LUMI (Large Unified Modern Infrastructure), od januarja 2023 najhitrejši superračunalnik v Evropi, ki je na lokaciji nekdanje papirnice v podatkovnem centru CSC.

## Zgodovina
Kajaani je bilo eno od mest, ki jih je 6. marca 1651 ustanovil švedski generalni guverner Finske Per Brahe. V tistem času je bila regija Kainuu - kot gozdna dežela - pomemben proizvajalec borovega katrana, trgovina s katranom pa je bila njena glavna industrija. Leta 1653-54 sta bila okrožna sodna zasedanja v Kajaaniju in Sotkamu odgovorna za odobritev gradnje ceste med Säräisniemijem in Raahejem, kar je izboljšalo komunikacije v regiji.
Med veliko jezo v 18. stoletju se je bil grad Kajaani prisiljen predati ruskim silam. Marca 1716 so Rusi grad razstrelili in od takrat je v ruševinah. 17. oktobra 1808 je general Johan August Sandels osvojil ključno zmago južno od Kajaanija blizu Iisalmija med bitko pri Koljonvirti v finski vojni, ko je njegova vojska s samo 1800 pripadniki premagala več kot 6000 Rusov. Na vzhodni strani reke je spomenik, ki označuje mesto, kjer sta padla poročnik Jakob Henrik Zidén in generalmajor Mihail Petrovič Dolgorukov.
V začetku leta 1833 je bil zdravnik Elias Lönnrot, najbolj znan po zbirki Kalevala, finskega nacionalnega epa, imenovan za okrožnega zdravnika v Kajaaniju in mu je bila dodeljena pomoč pri soočanju z epidemijo tifusa in kolere, ki je divjala v 1830-ih. Bolezen je bilo težko zdraviti in konec februarja 1833 je tudi sam zbolel za tifusom, a je ozdravel. Kajaani je močno prizadela lakota v letih 1867-1868, ki je opustošila velik del Finske, vendar si je mesto postopoma opomoglo in do konca stoletja naraslo na več kot 1200 prebivalcev. Mestna hiša Kajaani je bila zgrajena leta 1831, nekdanja mestna knjižnica leta 1852, prva osnovna šola v Kainuuju leta 1883 in cerkev Kajaani leta 1896, ko je zrasla v opazno naselje.
Papirna industrija je v Kajaaniju zaživela zlasti v začetku 20. stoletja. Papirnica Kajaani je bila zgrajena leta 1907 in jo je vodilo podjetje Kajaani Oy. Kajaani Oy je nazadnje prevzel Valmet leta 1983 in ustanovljena je bila hčerinska družba Kajaani Electronics. Elektrarno Ämmäkoski je na reki leta 1917 zgradilo podjetje Kajaani Lumber Company in jo je pod vodstvom arhitekta Eina Pitkänena v 1940-ih.
Mesto je v 1960-ih naraslo na 14.600 prebivalcev. Industrijski razvoj v 1970-ih in združitev ločene podeželske občine Kajaani, Kajaanin maalaiskunta, in mesta leta 1977 sta povzročila skok prebivalstva na 34.574 do leta 1980. Vuolijoki se je v začetku leta 2007 združil s Kajaanijem.
Leta 2012 je prišlo do razlitja nafte v Kajaaniju. 110.000 litrov zaoljene vode je izteklo v reko, ki se je na koncu izlila v jezero Oulujärvi.

## Geografija
Kajaani je v osrčju osrednje Finske. Po cesti je 558 kilometrov severozahodno od Helsinkov, 170 kilometrov severno od Kuopia in 182 kilometrov jugovzhodno od Ouluja. Vasi v bližini so Jormua, Koutaniemi, Kuluntalahti, Lahnasjärvi, Lehtovaara, Linnantaus, Mainua, Murtomäki in Paltaniemi. Okrožja Kajaani vključujejo: Heinisuo, Hetteenmäki, Hoikankangas, Huuhkajanvaara, Katiska, Kettu, Komiaho, Kuurna, Kylmä, Kättö, Kätönlahti, Laajankangas, Lehtikangas, Lohtaja, Nakertaja, Onnela, Palokangas, Petäisenniska, Puistola, Purola, Soidinsuo, Suvant ola, Teppana , Tihisenniemi, Tikkapuro, Variskangas in Yläkaupunki.
Kajaani leži ob reki Kajaani, med jezeroma Oulujärvi, ki se izliva v Botniški zaliv vzdolž reke Oulu, in Nuasjärvi. Med krajema Kajaani in Oulujärvi sta manjši jezeri Sokajärvi in Paltajärvi, ki sta pozimi zamrznjeni. Paltajärvi stoji med reko Kajaani in Oulujärvi. Reki Kajaani in Vuolijoki sta znani po ribolovu. Otok Käkisaari leži ob jezeru Oulujärvi severozahodno od mesta in ima stanovanjske hiše ter približno 150 koč in počitniških apartmajev, otok Toukka pa leži na vzhodnem delu jezera. Znotraj občine je tudi 34,7 kvadratnih kilometrov Laakajärvi, jezero z največjo globino 25 metrov, ki je opazno gnezditveno območje za velikega črnohrbtega galeba (Larus marinus) in ribjega orla.
V okolici prevladuje predvsem iglasti gozd, na nekaterih strmejših bregovih in potokih pa so gozdovi širokolistne breze in jelše. Analiza rastlinskega pokrova v okrožju Kajaani v začetku 20. stoletja je zabeležila 385 različnih vrst vaskularnih rastlin. Naravni rezervat Talaskangas s skoraj neokrnjenim naravnim gozdom in približno 50 različnimi vrstami divjih živali je na lokalnem območju Vieremä in Sonkajärvi. Sečnjo so načrtovali že v 1980-ih, a so okoljski aktivisti z lobiranjem preprečili izkoriščanje. Rezervat je bil uradno ustanovljen leta 1994.

### Podnebje
Kajaani leži znotraj subarktičnega podnebnega pasu (Köppen: Dfc), vendar bližina Baltskega morja in tokovi toplega zraka iz Atlantskega oceana (kot tudi topli tokovi) povzročijo veliko milejše podnebje kot marsikje na tej zemljepisni širini. Poletja so hladna, z najbolj vročim mesecem običajno v juliju, s povprečno visoko temperaturo, ki doseže 20 °C, čeprav so med hudimi vročinskimi valovi julija in avgusta dosežene najvišje temperature 31 °C; lokalni rekord 34,5 °C je bil zabeležen julija med vročinskim valom leta 2010. Poletja imajo tudi največ padavin, ki so julija dosegle vrh z 99 mm. Padavine so dokaj konstantne skozi vse leto, brez sušnega obdobja. Zime so lahko ostre in temperature lahko padejo pod −30 °C. Vrhunec hladne sezone v povprečju traja od 11. decembra do 8. marca, s povprečno najvišjo dnevno temperaturo pod –3 °C, največ snega pade januarja.

## Znamenitosti
Grad Kajaani, ki je na otoku na reki Kajaani v središču mesta, je bil prvotno zgrajen leta 1604 in ga je naročil Karel IX. Švedski . Grad je služil kot upravno središče, zapor, vojaško oporišče in zatočišče za meščane. Mestna hiša Kajaani na glavnem trgu Raatihuoneentori je bila zgrajena po načrtih Carla Engela leta 1831 z osrednjim stolpom z uro na strehi in stolpom. Restavrirana je bila leta 1990, ko je bila pobarvana v 'privlačno rumeno oker' barvo.
Cerkev Kajaani je leta 1896 v neogotskem slogu zgradil arhitekt Jac Ahrenberg. Nadomestila je prejšnjo cerkev na tem mestu, ki je bila prvotno zgrajena leta 1656 in so jo Rusi uničili leta 1716 v času, ko je bil uničen grad Kajaani. Druga cerkev je bila zgrajena 1734-35 in je služila župniji 160 let, dokler je ni nadomestila nova Ahrenbergova cerkev. Cerkev, zgrajena iz lesa, ima tri ladje in nežen, vitek zvonik. Okrašena je z rezbarijami v angleškem gotskem slogu. Kajaanska pravoslavna cerkev (Kajaanin ortodoksinen seurakunta), ki ima regionalno okoli 1880 članov, je osredotočena na Kristusovo cerkev Spremenjenja v Kajaaniju. Cerkev je bila dokončana leta 1959 po načrtih Ilmarija Ahonena. Vsebuje freske, ki sta jih naslikala Petros Sasaki in Alkiviadis Kepolas. V predmestju Paltaniemi je cerkev, prvotno zgrajena leta 1599 in velja za regionalno središče luteranske cerkve.
V mestu je mošeja, ki je središče regionalne islamske skupnosti Kainuu, ki je leta 2013 štela 174 članov. Hiša Eino Leno, v kateri je kavarna, je bila zgrajena leta 1978 v spomin na slavnega pesnika Eina Leina, rojenega v mestu. Keisarintalli, lesen hlev, je bil uporabljen kot penzion za ruskega carja Aleksandra I. med njegovim potovanjem po Finski leta 1819. Omeniti velja tudi spomenik Urhu Kekkonenu, posvečen osmemu finskemu predsedniku Urhu Kekkonenu. 8 metrov visok spomenik je izklesal kipar Pekka Kauhanen in je bil odkrit 3. septembra 1990, točno 90 let po Kekkonenovem rojstvu.

## Izobraževanje
Mesto oskrbuje Univerza za uporabne znanosti Kajaani, majhna univerza, ki je bila ustanovljena leta 1992. Zagotavlja tečaje dejavnosti turizem, informacijski sistemi, zdravstvena nega in zdravstvo, strojništvo in rudarstvo ter poslovanje in inovacije ter ponuja 8 Diplomski programi in 5 magistrskih programov v finščini. Raziskovalni center za razvojno poučevanje in učenje pri Konzorciju univerze Kajaani je povezan z Univerzo v Ouluju. V Kajaaniju je tudi politehnični inštitut, ki je imel sredi 1990-ih vpisanih 653 študentov. Leta 2022 je v podatkovnem centru CSC v mestu začel delovati superračunalnik 550 PetaFLOP LUMI (Large Unified Modern Infrastructure), kjer je bil potrjen kot najhitrejši superračunalnik v Evropi in med petimi najboljšimi na svetu.
Državni glasbeni inštitut Kainuu je bil ustanovljen leta 1957 in je del kongresnega in kulturnega centra Kaukametsä. Je eden največjih glasbenih inštitutov na Finskem, ki ga obiskuje okoli 900 iz širše regije Kainuu. Oddelek za glasbeni ples Kainuu Ballet Kaukametsä poučuje ples plesalce različnih starosti. Javna knjižnica Kajaani je na ulici Kauppakatu in ima brezplačen dostop do interneta, na voljo pa je tudi storitev mobilne knjižnice. Časopis Kajaani objavlja vsaj od leta 1919.